# Els guardians de la fórmula
Els guardians de la fórmula (en serbi: Čuvari formule, en serbi ciríl·lic: Чувари формуле) és una pel·lícula dramàtica sèrbia de 2023 dirigida per Dragan Bjelogrlić i escrita per Vuk Ršumović. Es basa en la novel·la El cas de Vinča del professor Goran Milašinović, que també va ser col·laborador del guió.
La pel·lícula segueix les conseqüències de l'incident del reactor de 1958 a l'Institut Nuclear de Vinča i el tractament posterior de físics iugoslaus irradiats a l'Institut Curie de París, que va implicar el primer trasplantament de medul·la òssia al món. Ha estat subtitulada al català.

## Repartiment
- Radivoje Bukvić com a Dragoslav Popović
- Alexis Manenti com a Doctor Mathé
- Ognjen Mićović com a Života Vranić
- Jovan Jovanović com a Radojko Maksić
- Alisa Radaković com a Rosa
- Lionel Abelanski com a Doctor Jame
- Jérémie Laheurte com a Leon Schwarzenberg
- Olivier Barthélémy com a Derval
- Miki Manojlović com a Pavle Savić
- Dragan Bjelogrlić com a Leka Ranković

## Producció
El rodatge va durar aproximadament un any a Sèrbia, Eslovènia i França entre el 2022 i el 2023.